# Scotophaeus rajasthanus
Scotophaeus rajasthanus är en spindelart som beskrevs av Benoy Krishna Tikader 1966. Scotophaeus rajasthanus ingår i släktet Scotophaeus och familjen plattbuksspindlar. Inga underarter finns listade i Catalogue of Life.